# 長谷川和廣
長谷川和廣（はせがわ かずひろ、1939年 - ）は、日本の経営者、実業家、経営コンサルタント、ノンフィクション作家。現在、会社力研究所代表。

## 略歴
千葉県生まれ。千葉県立佐倉高等学校を経て、中央大学経済学部を卒業後、マルチナショナル企業である十條キンバリー、ゼネラルフーズ、ジョンソン等で、マーケティング、プロダクトマネジメントを担当。その後、ケロッグジャパン、バイエルジャパン、バリラックス・ジャパンなどで代表取締役社長などの要職を歴任。
2000年、株式会社ニコンの眼鏡事業部、及び子会社ニコンオプチカル社と、仏エシロールの日本法人バリラックス・ジャパンとの合弁会社ニコン・エシロール社の副社長、後に代表取締役。著書多数。

## 主な著書
- 『社長のノート』
- 『赤字も黒字も社長が9割！』 PHP研究所、2014年7月
- 『10年先まで生き抜くリーダーの条件』 かんき出版、2012年8月
- 『社長のノート3　利益を出せる人 出せない人』 かんき出版、2012年3月
- 『ポケット版 30代のための「おやっと」ノート　リーダーが読む（秘）テク』 かんき出版、2011年2月
- 『社長の財布「死に金」を活かす人、「生き金」を捨てる人』 経済界、2010年12月
- 『仕事のアマ　仕事のプロ　頭ひとつ抜け出す人の思考法』 祥伝社、2010年12月
- 『2000社の赤字会社を続々と救った！ 社長の手紙』 プレジデント社、2010年9月
- 『2000社の赤字会社を黒字にした 社長のノート2』 かんき出版、2010年3月
- 『2000社の赤字会社を黒字にした 社長のノート』 かんき出版、2009年7月
- 『社長が求める課長の仕事力』 かんき出版、2008年6月
- 『5％の人を動かせば仕事はうまくいく〜嫌われていてもいいから信頼されなさい』 すばる舎、2007年2月
- 『仕事前の1分間であなたは変わる』 かんき出版、2006年2月
- 『超・会社力〜力強く利益を出し続けるために』 かんき出版、2004年6月